# Dreamer (singel Supertramp)
Dreamer – utwór brytyjskiej, progresywnej grupy rockowej Supertramp, z albumu Crime of the Century, wydany na singlu "Dreamer / Bloody Well Right" w 1974 roku.
Zespół wykonał utwór na Old Grey Whistle Test show w stacji BBC w 1974 roku, gdzie widać jak John Helliwell uderza o brzeg szklanki aby uzyskać efekt dźwiękowy słyszany na końcu piosenki.
Piosenka została użyta w filmach: Kurator, Dzikus, oraz w zwiastunie do filmu Rocky i Łoś Superktoś.

## Spis utworów
Wszystkie utwory zostały napisane przez Ricka Daviesa i Rogera Hodgsona.

### 1974: singiel 7"
Strona A
1. "Dreamer" – 3:33

Strona B
1. "Bloody Well Right" – 4:26

### 1980: singiel 7"

#### Wersjaamerykańska
Strona A
1. "Dreamer" (Live) – 3:15

Strona B
1. "From Now On" (Live) – 6:44

#### Wersjaeuropejska
Strona A
1. "Dreamer" (Live) – 3:15

Strona B
1. "You Started Laughing" (Live) – 3:50

## Wykonawcy
- Roger Hodgson – instrumenty klawiszowe, wokal prowadzący
- Rick Davies – instrumenty klawiszowe, wokal prowadzący
- John Helliwell – saksofon, wokal wspierający
- Dougie Thompson – gitara basowa
- Bob Siebenberg – perkusja